# 赵震
赵震，中国石油大学教授、中国化学会会员，入选2011年度中国教育部“长江学者奖励计划”特聘教授。担任油气污染防治北京市重点实验室副主任，同时兼任《工业催化》杂志编委 。